# Bardas Restúnio
Bardas Restúnio (em latim: Bardas; Βάρδας; em armênio/arménio: Վարդ; romaniz.: Vard) foi nobre armênio do século VII, membro da família Restúnio.

## Nome
Bardas (Βάρδας, Bárdas) é a forma latina e grega do armênio Varde (Վարդ, Vard), que pode ter derivado do parta vard- (em iraniano antigo *vr̥da-), "rosa", ou do iraniano antigo vard-, "virar".

## Vida
Bardas era membro da família Restúnio e filho de Teodoro. Em data incerta, talvez 653, foi enviado por seu pai junto da expedição liderada pelo governador da Cilícia e Simbácio V contra o governador árabe Moáuia que pretendia invadir a Armênia. O exército greco-armênio foi derrotado numa batalha sobre uma ponte flutuante no Eufrates por influência de Bardas, que traiu os coligados sob ordens de seu pai. Diz-se que esta derrota levou o imperador Constante II (r. 641–668) a abster-se de mais ofensivas contra os árabes.